# Bert Eriksson
Armand Albert (Bert) Eriksson (30 de junio de 1931 - 2 de octubre de 2005) fue un destacado nacionalista flamenco.

## Biografía
Nacido en Amberes, de padre sueco oriental y madre flamenca, Eriksson se convirtió en nacionalsocialista a temprana edad y se unió a las Juventudes Hitlerianas antes del final de la Segunda Guerra Mundial. Un incondicional anticomunista, fue en 1950 a luchar en la guerra de Corea. 
En 1968 abrió un café, 'Den Odal', en Amberes, que se convirtió en un importante centro para neonazis después de la guerra. Tomó el mando de la Vlaamse Militanten Orde (VMO) en 1971 después de que el fundador Bob Maes disolviera y lo volviera hacia un camino más extremo correcto. Después de que la VMO fuera ilegalizada en 1984, se asoció con el Bloque Flamenco, así como con el Grupo Odal, que se presentó como el sucesor de la VMO. Como líder de la VMO, Eriksson había sido llevado a juicio en 1981 por cargos de liderar un ejército privado, pero, aunque inicialmente fue declarado culpable, fue absuelto por el tribunal de apelación de Amberes en junio de 1982. La VMO continuó desafiando la prohibición, aunque el liderazgo de Eriksson llegó a su fin en 1985 cuando Jan Eggermont asumió el cargo. Eriksson había llamado la atención en 1973 al ir a Austria y desenterrar los restos del colaborador belga Cyriel Verschaeve, que luego volvió a enterrar en Alveringem. Más tarde afirmó haber hecho lo mismo con los restos de Staf De Clercq y Anton Mussert. 
Eriksson había estado en el corazón de la formación del Bloque Flamenco, estableciendo una serie de conversaciones en 1978 entre los líderes de la derecha que finalmente condujeron a la formación del partido. 
También se asoció con Wehrwolf-Verbond, un grupo antisemita con sede en Amberes, y se dirigió a su concentración en 1996.
Murió en Westdorpe, Países Bajos, de una enfermedad pulmonar, a los 73 años.